# Paddington 2
Paddington 2 là một bộ phim hài người đóng sử dụng CGI năm 2017 do Paul King đạo diễn và viết kịch bản bởi chính King và Simon Farnaby. Dựa trên những câu chuyện của gấu Paddington của nhà văn Michael Bond, đây là phần tiếp theo của phim Paddington (2014) và đồng sản xuất bởi Heyday Films và StudioCanal. Phim có Ben Whishaw lồng tiếng cho Paddington, và diễn xuất người đóng có Hugh Bonneville, Sally Hawkins, Brendan Gleeson, Julie Walters, Jim Broadbent, Peter Capaldi và Hugh Grant.

## Nội dung
Chú gấu Paddington sống chung với gia đình Brown ở Windsor Gardens, thành phố London, trở nên thân thiết với mọi người xung quanh. Chú muốn mua cuốn sách mô tả thành phố London ở cửa hàng của Samuel Gruber để làm quà sinh nhật tặng cho dì Lucy. Paddington làm vài công việc để có tiền mua cuốn sách, nhưng cuốn sách bị ăn cắp. Paddington đuổi theo tên cướp nhưng hắn đã chạy thoát, chú gấu bị buộc tội ăn cắp và bị cảnh sát bắt giữ. Mặc dù ông Gruber và gia đình Brown không tin Paddington ăn cắp, chú vẫn bị ở tù. Tên cướp trở về nhà và được tiết lộ là Phoenix Buchanan, người diễn viên tự cao tự đại sống đối diện nhà gia đình Brown.
Ở trong tù, Paddington kết bạn với nhiều người, trong đó có Knuckles, người thuê chú làm món bánh mì kẹp mứt cam. Bên ngoài gia đình Brown tìm cách giúp đỡ Paddington. Buchanan dùng cuốn sách để đi tìm manh mối ở những địa danh nổi tiếng, tin rằng nó có thể dẫn hắn đến kho báu bí mật. Một thầy bói cũng đã cho gia đình Brown biết về kho báu bí mật của tác giả gốc của cuốn sách. Gia đình bắt đầu điều tra những địa danh trong cuốn sách và phát hiện ra một nhân vật đáng nghi ngờ (Buchanan) ghé qua từng địa danh.
Vợ chồng Brown nghi ngờ Buchanan là thủ phạm nên họ lẻn vào nhà hắn tìm cuốn sách. Họ thấy căn gác bí mật có chứa cuốn sách và nhiều bộ trang phục, khám phá ra rằng Buchanan chính là nhân vật ở những địa danh. Buchanan bất ngờ về nhà và cảm thấy có gì không ổn. Gia đình Brown đi báo cảnh sát về những gì họ nhìn thấy, nhưng cảnh sát nói họ cần chứng cứ thuyết phục hơn, ví dụ như cuốn sách có dấu tay Buchanan trên đó, để chứng minh hắn có tội. Gia đình Brown bỏ lỡ chuyến đi thăm Paddington, khiến chú gấu nghĩ rằng họ đã quên mình.
Paddington cùng với nhóm của Knuckles vượt ngục. Knuckles có hứa rằng sẽ giúp Paddington xóa tội, nhưng sau đó ông lại đòi bỏ trốn khỏi đất nước và rủ Paddington đi cùng. Paddington từ chối và dùng điện thoại công cộng liên lạc với gia đình Brown. Họ hẹn gặp nhau ở nhà ga Paddington, nơi có chiếc xe lửa được cho rằng đang chứa đựng kho báu.
Paddington lên xe lửa đúng lúc nó rời đi, gia đình Brown cũng đuổi theo trên chiếc xe lửa khác. Ông Henry Brown và bà Bird đối đầu với Buchanan, nhưng hắn đã áp đảo họ. Toa của Paddington bị rơi xuống con sông gần đó. Bà Mary Brown cố gắng cứu chú nhưng không thể mở cái toa bị khóa, bà được giúp đỡ bởi Knuckles và những bạn tù, người đã đổi ý và quay lại giúp Paddington như đã hứa. Henry hạ gục Buchanan khi hắn tính lấy kho báu, khiến hắn bị bắt giữ. Buchanan lãnh án 10 năm tù cho các hành vi phạm tội của hắn.
Paddington, bây giờ đã được chứng minh vô tội, trở nên rất yếu sau các sự kiện, chú nằm hôn mê suốt 3 ngày rồi tỉnh lại vào đúng ngày sinh nhật của dì Lucy. Cuốn sách đã được cảnh sát giữ làm bằng chứng, Paddington thất vọng khi không mua được món quà tặng dì Lucy. Nhưng gia đình Brown và mọi người xung quanh bảo đảm rằng dì Lucy sẽ đến London và tham quan thành phố. Paddington sau đó gặp dì Lucy ngay trước cửa nhà, họ ôm nhau, Paddington chúc mừng sinh nhật dì.

## Diễn viên
- Ben Whishaw lồng tiếng cho chú gấu Paddington
- Hugh Bonneville vai Henry Brown
- Sally Hawkins vai Mary Brown
- Hugh Grant vai Phoenix Buchanan
- Brendan Gleeson vai Knuckles McGinty
- Madeleine Harris vai Judy Brown
- Samuel Joslin vai Jonathan Brown
- Julie Walters vai bà Bird
- Jim Broadbent vai Samuel Gruber
- Peter Capaldi vai ông Curry
- Simon Farnaby vai Barry
- Imelda Staunton lồng tiếng cho dì Lucy
- Michael Gambon lồng tiếng cho chú Pastuzo
- Joanna Lumley vai Felicity Fanshaw
- Ben Miller vai Đại tá Lancaster
- Jessica Hynes vai cô Kitts
- Noah Taylor vai Phibs
- Eileen Atkins vai Quý bà Kozlova
- Tom Conti vai Thẩm phán Gerald Biggleswade
- Sanjeev Bhaskar vai Bác sĩ Jafri
- Marie-France Alvarez vai Tiểu thư Dubois
- Maggie Steed vai bà Gertrude Biggleswade
- Richard Ayoade vai Người điều tra pháp y
- Meera Syal vai Người khởi tố